# Tetragnatha quadrinotata
Tetragnatha quadrinotata är en spindelart som beskrevs av Arthur Urquhart 1893. Tetragnatha quadrinotata ingår i släktet sträckkäkspindlar, och familjen käkspindlar.
Artens utbredningsområde är Tasmanien. Inga underarter finns listade i Catalogue of Life.